# My Dad the Rock Star
My Dad the Rock Star (Mi padre es una estrella de rock en España y Mi padre el rockero en Hispanoamérica) es una serie animada canadiense-francesa de 2003, creada por Gene Simmons, uno de los integrantes de la banda de hard rock Kiss.

## Argumento
El hijo de una famosa y excéntrica estrella de hard rock tratará de seguir una vida normal y de evitar que se sepa quién es su padre, pues él quiere que lo acepten por él mismo.

## Personajes
- Willy Zilla: Es un muchacho de 14 años, tiene una vida normal salvo una cosa, es hijo de Rock Zilla, una estrella de hard rock. A diferencia de su padre él solo quiere ser famoso en la escuela. Tiene sus 2 mejores amigos, Quincy y Alyssa, a quienes al principio Willy trato de ocultarles la verdad sobre su padre, pero todo salió bien al último.
- Rock Zilla: Es un lunático, inmaduro, necio y excéntrico rockero de 50 años. Es el padre de Willy y Serena, y una famosa estrella de rock. Tiene un gran temor por ir al dentista y su objeto más preciado es su disco de oro donde las hojas almacenadas en la pared de su casa.
- Crystal Zilla: Es una mujer de 40 años. Es la madre de Willy y Serena, y esposa de Rock Zilla. A diferencia de él, Crystal es una pacífica, alegre y con una gran interés espiritual.
- Serenity Zilla (Serena en Hispanoamérica): Es la torpe e ingenua chica de 16 años hermana mayor de Willy, Ella siempre se mete en líos y fácilmente se pierde en la mansión.
- Alyssa: Es la mejor amiga de Willy y Quincy, optimista y sarcástica. Es una activista medioambiental.
- Quincy: Es un muchacho de 14 años, junto con Alyssa, es el mejor amigo de Willy. Le gusta que le llamen "Q".
- Skunc (Mofeta en Hispanoamérica): Es el representante de Rock Zilla y amigo de su familia. Se considera por ser la voz de la razón para ellos.
- Robert "Buzz" Sawchuck: Es un presumido, ambicioso e ingenuo bravucón de escuela donde va Willy, a pesar de sus acciones, tiene una gran admiración de los temas teatrales de Shakespeare, con eso siempre trata de conquistar a Alyssa, pero ella siempre lo ignora.

## Episodios

### Temporada 1
- Capítulo 1 - Bienvenidos a Remanso
- Capítulo 2 - La casa del horror de Zilla
- Capítulo 3 - El Opus del Sr. Zilla
- Capítulo 4 - Alta infidelidad
- Capítulo 5 - Ángela D Ángelo
- Capítulo 6 - El candidato
- Capítulo 7 - Willy acústico
- Capítulo 8 - La fiesta
- Capítulo 9 - Convención de adivinos
- Capítulo 10 - El Llamado de la selva
- Capítulo 11 - El Señor importante
- Capítulo 12 - Rebelde sin aro en la Nariz
- Capítulo 13 - El show de los Zilla

### Temporada 2
- Capítulo 1 - De millonario a mendigo
- Capítulo 2 - Rock es de Marte Willy es de Venus
- Capítulo 3 - Estudiantes de intercambio
- Capítulo 4 - Vacaciones en casa
- Capítulo 5 - Cual es la Primicia
- Capítulo 6 - Tocando fondo
- Capítulo 7 - Salvando a Sawchuck
- Capítulo 8 - RockZilla rey del desierto
- Capítulo 9 - La estrella del campus
- Capítulo 10 - Rock metamórfico
- Capítulo 11 - No se puede comprar amor
- Capítulo 12 - De tal palo tal astilla
- Capítulo 13 - Cita a ciegas